# Атлас (филм)
Атлас (енгл. Atlas) амерички је научнофантастични филм из 2024. Режију потписује Бред Пејтон, по сценарију Леа Сардаријана и Арона Илаја Колејта, док главну улогу тумачи Џенифер Лопез. Прати високо-квалификовану аналитичарку за противтероризам, скептичну према вештачкој интелигенцији, која јој постаје је једина за спас.
Филм је приказао Netflix од 24. маја 2024. Добио је помешане рецензије критичара, али остварио велики успех за Netflix, нашавши се на топ-листи 10 најгледанијих садржаја у 93 државе. Био је најгледанији филм у 71. држави.

## Радња
Генијална антитерористичка аналитичарка која ни мало не верује вештачкој интелигенцији открије да би јој она могла бити једина нада за спас проблематичне мисије.

## Улоге
| Глумац             | Улога         |
| ------------------ | ------------- |
| Џенифер Лопез      | Атлас Шеперд  |
| Симу Љу            | Харлан Шеперд |
| Стерлинг К. Браун  | Елајас Бенкс  |
| Грегори Џејмс Коен | Смит (глас)   |
| Абрахам Попола     | Каска Десијус |
| Лана Париља        | Вал Шеперд    |
| Марк Стронг        | Џејк Бут      |